# Andy Moog
Pour les articles homonymes, voir Moog (homonymie).
Donald Andrew Moog, dit Andy Moog (né le 18 février 1960 à Penticton en Colombie-Britannique) est un joueur canadien de hockey sur glace. Il travaille actuellement pour les Stars de Dallas comme entraineur des gardiens de but.

## Carrière
Après deux saisons passées au niveau junior avec les Bighorns de Billings de la Ligue de hockey de l'Ouest, Andy Moog se voit être réclamé en septième ronde par les Oilers d'Edmonton lors du repêchage de 1980. Il passe la majorité des deux saisons suivantes avec leur club-école avant de dénicher un poste permanent avec le grand club. Il passe les cinq saisons suivantes avec ceux-ci, partageant le filet de l'équipe avec Grant Fuhr. À eux deux, ils aideront les puissants Oilers à récolter trois coupe Stanley.
En 1987, insatisfait de son nouveau contrat et désirant avoir plus de temps de jeu, il quitte ces derniers pour rejoindre l'équipe nationale du Canada. Il prend part avec eux aux Jeux olympiques d'hiver de 1988 où il conserve une fiche de quatre victoires en autant de rencontres. En mars 1988, n'étant toujours pas de retour auprès des Oilers, ceux-ci l'échangent aux Bruins de Boston en retour, notamment, du gardien Bill Ranford.
La venue de Moog à Boston permet à l'équipe d'obtenir un gardien de premier plan; ce qui leur manquait pour aller loin en séries éliminatoires. Les Bruins s'inclineront cependant en finale de la coupe Stanley face aux Oilers. En 1989-1990, il remporte avec son coéquipier Réjean Lemelin le Trophée William-M.-Jennings remis aux gardiens ayant accordé le moins de buts au cours de la saison régulière. Les Bruins perdent cependant en finale contre les Oilers d'Edmonton.
À l'été 1993, les Bruins l'envoient aux Stars de Dallas afin de compléter une transaction survenue quelques jours plus tôt entre les deux équipes. À sa première saison avec les Stars, Moog atteint pour la dixième fois de sa carrière le plateau des 20 victoires en une saison. Durant les quatre années qu'il passe avec les Stars, il atteint également la marque des 350 victoires en carrière ainsi que celui de 25 jeux blancs.
Devenant agent libre à l'été 1997, il signe un contrat d'une saison avec les Canadiens de Montréal avant de se retirer en tant que joueur.
Il retourne avec les Stars en 2000, cette fois à titre d’entraineur des gardiens de but.

## Statistiques
| Saison     | Équipe                     | Ligue      |     | Saison régulière | Saison régulière | Saison régulière | Saison régulière | Saison régulière | Saison régulière | Saison régulière | Saison régulière | Saison régulière | Saison régulière |    | Séries éliminatoires | Séries éliminatoires | Séries éliminatoires | Séries éliminatoires | Séries éliminatoires | Séries éliminatoires | Séries éliminatoires | Séries éliminatoires | Séries éliminatoires |
| Saison     | Équipe                     | Ligue      | PJ  | V                | D                | Pr/N             | Min              | BC               | Moy              | % Arr            | Bl               | Pun              | PJ               | V  | D                    | Min                  | BC                   | Moy                  | % Arr                | Bl                   | Pun                  |                      |                      |
| 1978-1979  | Bighorns de Billings       | LHOu       | 26  | 13               | 5                | 4                | 1 306            | 90               | 4,13             | --               | 4                | 6                | 5                | 1  | 229                  | 3                    | 21                   | 5,5                  | --                   | 0                    | 4                    |                      |                      |
| 1979-1980  | Bighorns de Billings       | LHOu       | 46  | 23               | 14               | 1                | 2 435            | 149              | 3,67             | 90,2             | 1                | 17               | 3                | 2  | 1                    | 190                  | 10                   | 3,16                 | --                   | 0                    | 12                   |                      |                      |
| 1980-1981  | Oilers d'Edmonton          | LNH        | 7   | 3                | 3                | 0                | 313              | 20               | 3,83             | 88,2             | 0                | 0                | 9                | 5  | 4                    | 525                  | 32                   | 3,65                 | 88,1                 | 0                    | 0                    |                      |                      |
| 1980-1981  | Wind de Wichita            | LCH        | 29  | 14               | 13               | 0                | 1 602            | 89               | 3,33             | 89,4             | 0                | 4                | 5                | 3  | 2                    | 300                  | 16                   | 3,2                  | --                   | 0                    | 0                    |                      |                      |
| 1981-1982  | Oilers d'Edmonton          | LNH        | 8   | 3                | 5                | 0                | 399              | 32               | 4,81             | 83,2             | 0                | 2                |                  |    |                      |                      |                      |                      |                      |                      |                      |                      |                      |
| 1981-1982  | Wind de Wichita            | LCH        | 40  | 23               | 13               | 3                | 2 391            | 119              | 2,99             | 89,5             | 1                | 8                | 7                | 3  | 4                    | 434                  | 23                   | 3,18                 | --                   | 0                    | 0                    |                      |                      |
| 1982-1983  | Oilers d'Edmonton          | LNH        | 50  | 33               | 8                | 7                | 2 833            | 167              | 3,54             | 89,1             | 1                | 16               | 16               | 11 | 5                    | 946                  | 48                   | 3,03                 | 89,6                 | 0                    | 2                    |                      |                      |
| 1983-1984  | Oilers d'Edmonton          | LNH        | 38  | 27               | 8                | 1                | 2 212            | 139              | 3,77             | 88,2             | 1                | 4                | 7                | 4  | 0                    | 261                  | 12                   | 2,74                 | 89,1                 | 0                    | 2                    |                      |                      |
| 1984-1985  | Oilers d'Edmonton          | LNH        | 39  | 22               | 9                | 3                | 2 019            | 111              | 3,30             | 89,4             | 1                | 8                | 2                | 0  | 0                    | 18                   | 0                    | 0,00                 | 100,0                | 0                    | 0                    |                      |                      |
| 1985-1986  | Oilers d'Edmonton          | LNH        | 47  | 27               | 9                | 7                | 2 664            | 164              | 3,69             | 88,9             | 1                | 8                | 1                | 1  | 0                    | 60                   | 1                    | 1,00                 | 96,3                 | 0                    | 0                    |                      |                      |
| 1986-1987  | Oilers d'Edmonton          | LNH        | 46  | 28               | 11               | 3                | 2 461            | 144              | 3,51             | 88,2             | 0                | 8                | 2                | 2  | 0                    | 120                  | 8                    | 4,00                 | 78,4                 | 0                    | 0                    |                      |                      |
| 1987-1988  | équipe nationale du Canada |            | 27  | 10               | 7                | 5                | 1678             | 92               | 3,58             | --               | 0                | 0                |                  |    |                      |                      |                      |                      |                      |                      |                      |                      |                      |
| 1987-1988  | Bruins de Boston           | LNH        | 6   | 4                | 2                | 0                | 360              | 17               | 2,84             | 90,6             | 1                | 0                | 7                | 1  | 4                    | 354                  | 25                   | 4,23                 | 84,9                 | 0                    | 0                    |                      |                      |
| 1988-1989  | Bruins de Boston           | LNH        | 41  | 18               | 14               | 8                | 2 482            | 133              | 3,22             | 87,7             | 1                | 6                | 6                | 4  | 2                    | 359                  | 14                   | 2,34                 | 89,7                 | 0                    | 0                    |                      |                      |
| 1989-1990  | Bruins de Boston           | LNH        | 46  | 24               | 10               | 7                | 2 538            | 122              | 2,89             | 89,3             | 3                | 18               | 20               | 13 | 7                    | 1 195                | 48                   | 2,21                 | 90,9                 | 2                    | 6                    |                      |                      |
| 1990-1991  | Bruins de Boston           | LNH        | 51  | 25               | 13               | 9                | 2 848            | 136              | 2,87             | 89,6             | 4                | 20               | 19               | 10 | 9                    | 1 133                | 60                   | 3,18                 | 89,5                 | 0                    | 4                    |                      |                      |
| 1991-1992  | Bruins de Boston           | LNH        | 62  | 28               | 22               | 9                | 3 641            | 196              | 3,23             | 88,7             | 1                | 52               | 15               | 8  | 7                    | 866                  | 46                   | 3,19                 | 88,1                 | 1                    | 17                   |                      |                      |
| 1992-1993  | Bruins de Boston           | LNH        | 55  | 37               | 14               | 3                | 3 194            | 168              | 3,16             | 87,6             | 3                | 14               | 3                | 0  | 3                    | 161                  | 14                   | 5,22                 | 79,1                 | 0                    | 0                    |                      |                      |
| 1993-1994  | Stars de Dallas            | LNH        | 55  | 24               | 20               | 7                | 3 121            | 170              | 3,27             | 89,4             | 2                | 16               | 4                | 1  | 3                    | 246                  | 12                   | 2,93                 | 90,1                 | 0                    | 0                    |                      |                      |
| 1994-1995  | Stars de Dallas            | LNH        | 31  | 10               | 12               | 7                | 1 770            | 72               | 2,44             | 91,5             | 2                | 14               | 5                | 1  | 4                    | 277                  | 16                   | 3,47                 | 90,5                 | 0                    | 2                    |                      |                      |
| 1995-1996  | Stars de Dallas            | LNH        | 41  | 13               | 19               | 7                | 2 228            | 111              | 2,99             | 90,0             | 1                | 28               |                  |    |                      |                      |                      |                      |                      |                      |                      |                      |                      |
| 1996-1997  | Stars de Dallas            | LNH        | 48  | 28               | 13               | 5                | 2 738            | 98               | 2,15             | 91,3             | 3                | 12               | 7                | 3  | 4                    | 449                  | 21                   | 2,81                 | 90,2                 | 0                    | 0                    |                      |                      |
| 1997-1998  | Canadiens de Montréal      | LNH        | 42  | 18               | 17               | 5                | 2 337            | 97               | 2,49             | 90,5             | 3                | 4                | 9                | 4  | 5                    | 474                  | 24                   | 3,04                 | 88,2                 | 1                    | 0                    |                      |                      |
| Totaux LNH | Totaux LNH                 | Totaux LNH | 713 | 372              | 209              | 88               | 40 131           | 377              | 3,13             | 89,0             | 4                | 230              | 132              | 68 | 57                   | 7 443                | 377                  | 3,04                 | 89,0                 | 4                    | 33                   |                      |                      |

### Statistiques internationale
| Année | Équipe | Évènement |   | PJ | V | D    | MBA      | Rang |
| ----- | ------ | --------- | - | -- | - | ---- | -------- | ---- |
| 1988  | Canada | JO        | 4 | 4  | 0 | 2,25 | 4e place |      |

## Honneur et trophée
- Ligue de hockey de l'Ouest
  - Nommé dans la deuxième équipe d'étoiles en 1980.
- Ligue centrale de hockey
  - Nommé dans la deuxième équipe d'étoiles en 1982.
- Ligue nationale de hockey
  - Covainqueur du Trophée William-M.-Jennings avec Réjean Lemelin en 1990.
  - Participe aux Matchs des étoiles de 1985, 1986, 1991 et 1997.

## Transactions
- 1980 ; repêché par les Oilers d'Edmonton (7e ronde, 132e choix au total).
- 8 mars 1988 ; échangé par les Oilers aux Bruins de Boston en retour de Geoff Courtnall, Bill Ranford et du choix de deuxième ronde des Bruins au repêchage de 1988 (les Oilers y sélectionnèrent Petro Koivunen).
- 25 juin 1993 ; échangé par les Bruins aux Stars de Dallas en retour de Jon Casey pour compléter la transaction du 20 juin 1993 qui envoya Gord Murphy aux Stars.
- 17 juillet 1997 ; signe à titre d'agent libre avec les Canadiens de Montréal.
- Été 1998; annonce son retrait de la compétition.